# Слабкий принцип еквівалентності
Слабкий принцип еквівалентності — твердження в загальній теорії відносності про те, що в гравітаційному полі всі тіла, незалежно від їхньої маси, рухаються однаково.
Слабкий принцип еквівалентності можна також сформулювати як принцип рівності інерційної і гравітаційної маси.
У класичній фізиці маса відіграє подвійну роль: вона є мірою інерції тіла, і, водночас, визначає силу, з якою тіло притягається до інших масивних тіл. Якщо гравітаційне поле визначене певною напруженістю {\displaystyle \mathbf {g} }, то на тіло з масою m діє сила:
{\displaystyle \mathbf {F} =m\mathbf {g} }.
Рівняння Ньютона для такого тіла матиме вигляд
{\displaystyle m{\ddot {\mathbf {r} }}=m\mathbf {g} },
а, отже, маса в обох частинах рівняння скорочується. Таким чином рівняння руху не залежить від маси частинки. Галілео Галілей перевіряв це твердження, кидаючи тіла різної ваги з Пізанської вежі.
Слід розрізняти «слабкий принцип еквівалентності» і «сильний принцип еквівалентності». Взагалі, принцип еквівалентності можна сформулювати так: в кожній точці простору-часу в довільному гравітаційному полі можна вибрати «локально-інерційну систему координат», таку, що в досить малій околиці даної точки закони природи будуть мати таку ж форму, як і в не прискорених декартових системах координат СТО. Так ось: в сильному принципі еквівалетності під «законами природи» мають на увазі всі закони природи. А в слабкому принципі еквівалетності, слова «закони природи» замінюються словами «закони руху вільно падаючих частинок». Слабкий принцип — це не що інше, як інше формулювання спостережуваної рівності гравітаційної та інертної мас, в той час як сильний принцип є узагальненням спостережень за впливом гравітації на будь-які фізичні об'єкти.
Результати сучасних експериментів показують, що різниця гравітаційної й інерційної мас не перевищує однієї трильйонної долі (Брагінський і Панов, 1971).